# ジョージ・エイブラハム・グリアソン
サー・ジョージ・エイブラハム・グリアソン（Sir George Abraham Grierson、1851年1月7日 – 1941年3月9日）は、アイルランドの言語学者で、インド高等文官。1898年から1928年にかけて行われたインド言語調査の指揮者として、364の言語・方言の情報を収集した。

## 生涯
1851年、ダブリン県グレナギャリーで生まれた。父と祖父（ジョージ・グリアソン）はダブリンの有名な印刷・出版業者であった。
カンバーランドのセント・ビーズ学校で、ついでダブリン大学トリニティ・カレッジで数学を学んだ。1871年にインド高等文官の資格を非常に優秀な成績で得た。またダブリンでの2年間の準備期間中にサンスクリットとヒンドゥスターニー語でトリニティ・カレッジの賞を得た。
1873年にインドのベンガル州に到着し、ビハールのバンキプールに配属された。後にパトナの長官、ビハール州のアヘン機関に就任した。1898年には新しく設立されたインド言語調査の指揮者に任命され、「ヨーロッパの図書を調べたり学者に相談する便宜のため」イングランドに引っ越した。グリアソンがインド高等文官を退職した1903年までに、大部分のデータ収集が完了していた。グリアソンは残りの30年をかけて、収集された膨大な量の資料を編集した。
1941年、イングランドのサリー州キャンバーリーで没した。インドの文学賞である「グリアソン博士賞」はその功績をたたえ、グリアソンの名を冠している。

## 研究内容・業績
- グリアソンは学術的著作を生涯出版しつづけた。主な研究は、ビハールの方言や農民の生活、ヒンディー語文学、バクティ、言語学についてなど。
- 同時代の学者はグリアソンが不二一元論に冷淡であることを批判した。グリアソンは不二一元論を「パンディットの宗教」とみなしていたが、一方でグリアソンは「地方の民衆の一神教的な信心への暖かい評価」を明かにした[3]。
- グリアソンの晩年の著作の大部分は言語学に関するものである。グリアソンの生涯を称える記事において、F・W・トーマスとR・L・ターナーは、インド言語調査に関する大量の出版物を「インドの言語学的植物学の体系的な分類を表す巨大な帝国博物館」と呼んでいる[4]。

## 受賞・栄典
- グリアソンは1928年にメリット勲章を授けられた[5]。
- グリアソンはインド帝国勲章のナイト・コマンダー(KCIE)に叙勲された。

## 著作
- Bihar Peasant Life. Calcutta: The Bengali Secretariat Press. (1885)
- Seven Grammars of the Dialects and Subdialects of the Bihari Language. The Bengal Secretariat Press. (1883–87) (8冊)
- The Pisaca languages of north-western India. The Royal asiatic Society, London. (1906)
- Linguistic Survey of India (11巻19冊)
- A Dictionary of the Kashmiri Language. Calcutta: Asiatic Society of Bengal. (1932)
- Ishkashmi, Zebaki and Yazghulami. An Account of Three Eranian Dialects. London: Royal Asiatic Society. (1920)

- Sir George Grierson; Dr. Lionel D. Barnett Litt. D., M. R. A. S. (1920). Lallā-Vākyāni. London: The Royal Asiatic Society
- Sir George Abraham Grierson, ed (1923). The Lay of Alha: A Saga of Rajput Chivalry as Sung by Minstrels of Northern India. Oxford University Press, Humphrey Milford
- “Gleanings from the Bhakta-Mala”. Journal of the Royal Asiatic Society:  607-644. (1909).
- “Gleanings from the Bhakta-Mala”. Journal of the Royal Asiatic Society:  269-306. (1910a).
- “Gleanings from the Bhakta-Mala”. Journal of the Royal Asiatic Society:  87-109. (1910b).